# The Path of Totality
The Path of Totality - десятий студійний альбом американського ню-метал гурту KoRn, виданий 2 грудня 2011 року в Європі і 6 грудня - у США.

## Про альбом
З 21 жовтня 2011 студійна робота стала доступна для замовлення на iTunes і Amazon.
Продюсуванням альбому займалися різні діячі дабстепу, що вплинуло на платівку в цілому. Ведучий сингл «Get Up!» був представлений публіці 6 травня 2011.

## Список композицій
1. «Chaos Lives In Everything» - 4:02
2. «Kill Mercy Within» - 3:16
3. «My Wall» - 2:55
4. «Narcissistic Cannibal» - 3:14
5. «Illuminati» - 02:58
6. «Burn The Obedient» - 05:05
7. «Sanctuary» - 04:23
8. «Let's Go» - 03:10
9. «Get Up!» - 3:42
10. «Way Too Far» - 8:15
11. «Bleeding Out» - 3:05

Бонус-треки:
12. «Fuels The Comedy» - 2:49
13. «Tension» - 3:56
Також спеціальне видання включає в себе DVD повний виступ Korn Live: The Encounter

## Учасники запису
- Джонатан Девіс - Вокал
- Реджинальд «Філді» Арвізу - Бас-гітара
- Джеймс «Манкі» Шаффер - Гітара
- Рей Луз'є - Ударні